# Paříž–Nice 2007
65. ročník etapového cyklistického závodu Paříž–Nice se konal od 11. března do 18. března 2007. Celkovým vítězem se stal Španěl Alberto Contador jedoucí za tým Discovery Channel, který do závěrečné etapy zaostával o šest sekund za Davidem Rebellinem z Gerolsteineru. Contador unikl v posledním stoupání závodu na Col d'Eze a kromě vítězství na Promenade des Anglais získal i celkové vítězství v závodě.
V prologu závodu se jako druhý umístil Roman Kreuziger.

## Etapy

### Prolog –11. březen2007,Issy-les-Moulineaux, 4.7 kmITT
|   | Cyklista        | Tým                  | Čas   | UCI ProTour body |
| - | --------------- | -------------------- | ----- | ---------------- |
| 1 | David Millar    | Saunier Duval-Prodir | 6'01" | 3                |
| 2 | Roman Kreuziger | Liquigas             | + 1"  | 2                |
| 3 | Sébastien Joly  | Française des Jeux   | + 2"  | 1                |

### 1. etapa –12. březen2007,Cloyes sur le Loir-Buzançais, 186 km
|   | Cyklista           | Tým             | Čas       | UCI ProTour body |
| - | ------------------ | --------------- | --------- | ---------------- |
| 1 | Jean-Patrick Nazon | AG2R Prévoyance | 4h 29'39" | 3                |
| 2 | Sebastian Siedler  | Team Milram     | s.č.      | 2                |
| 3 | Mathew Hayman      | Rabobank        | s.č.      | 1                |

### 2. etapa –13. březen2007,Vatan-Limoges, 177 km
|   | Cyklista          | Tým             | Čas       | UCI ProTour body |
| - | ----------------- | --------------- | --------- | ---------------- |
| 1 | Franco Pellizotti | Liquigas        | 3h 57'36" | 3                |
| 2 | Daniele Bennati   | Lampre-Fondital | + 2"      | 2                |
| 3 | Luca Paolini      | Liquigas        | s.t.      | 1                |

### 3. etapa –14. březen2007,Limoges-Maurs, 215.5 km
|   | Cyklista           | Tým                   | Čas       | UCI ProTour body |
| - | ------------------ | --------------------- | --------- | ---------------- |
| 1 | Alexandre Kolobnev | Team CSC              | 4h 59'35" | 3                |
| 2 | Tom Boonen         | Quick Step-Innergetic | + 12"     | 2                |
| 3 | Daniele Bennati    | Lampre-Fondital       | s.č.      | 1                |

### 4. etapa –15. březen2007, Maurs-Mende, 169.5 km
|   | Cyklista         | Tým               | Čas        | UCI ProTour body |
| - | ---------------- | ----------------- | ---------- | ---------------- |
| 1 | Alberto Contador | Discovery Channel | 4h 07' 26" | 3                |
| 2 | Davide Rebellin  | Gerolsteiner      | +2"        | 2                |
| 3 | David López      | Caisse d'Epargne  | +12"       | 1                |

### 5. etapa –16. březen2007,Sorgues-Manosque, 178 km
|   | Cyklista          | Tým                  | Čas       | UCI ProTour body |
| - | ----------------- | -------------------- | --------- | ---------------- |
| 1 | Yaroslav Popovych | Discovery Channel    | 4h 11'51" | 3                |
| 2 | Francisco Ventoso | Saunier Duval-Prodir | +14"      | 2                |
| 3 | Samuel Dumoulin   | Ag2r                 | s.č.      | 1                |

### 6. etapa –17. březen2007,Brignoles-Cannes, 200 km
|   | Cyklista          | Tým              | Čas       | UCI ProTour body |
| - | ----------------- | ---------------- | --------- | ---------------- |
| 1 | Luis León Sánchez | Caisse d'Epargne | 4h 46'32" | 3                |
| 2 | Mirco Lorenzetto  | Team Milram      | + 28"     | 2                |
| 3 | Jérôme Pineau     | Bouygues Télécom | s.t.      | 1                |

### 7. etapa –18. březen2007,Nice, 129.5 km
|   | Cyklista          | Tým               | Čas       | UCI ProTour body |
| - | ----------------- | ----------------- | --------- | ---------------- |
| 1 | Alberto Contador  | Discovery Channel | 3h 15'47" | 3                |
| 2 | David López       | Caisse d'Epargne  | +19"      | 2                |
| 3 | Joaquím Rodríguez | Caisse d'Epargne  | s.t.      | 1                |

## Celkové hodnocení

### Konečné pořadí
|    | Cyklista          | Tým               | Čas        | UCI ProTour body |
| -- | ----------------- | ----------------- | ---------- | ---------------- |
| 1  | Alberto Contador  | Discovery Channel | 29h 55'22" | 50               |
| 2  | Davide Rebellin   | Gerolsteiner      | +26"       | 40               |
| 3  | Luis León Sánchez | Caisse d'Epargne  | +42"       | 35               |
| 4  | Tadej Valjavec    | Lampre-Fondital   | +49"       | 30               |
| 5  | Franco Pellizotti | Liquigas          | +57"       | 25               |
| 6  | David López       | Caisse d'Epargne  | +1'00"     | 20               |
| 7  | Cadel Evans       | Predictor-Lotto   | +1'01"     | 15               |
| 8  | Fränk Schleck     | Team CSC          | +1'08"     | 10               |
| 9  | Samuel Sánchez    | Euskaltel-Euskadi | +1'12"     | 5                |
| 10 | Joaquím Rodríguez | Caisse d'Epargne  | +1'22"     | 2                |

### Vrchařská soutěž
|   | Cyklista         | Tým               | Body |
| - | ---------------- | ----------------- | ---- |
| 1 | Thomas Voeckler  | Bouygues Télécom  | 65   |
| 2 | Tom Danielson    | Discovery Channel | 42   |
| 3 | Alberto Contador | Discovery Channel | 36   |

### Bodovací soutěž
|   | Cyklista          | Tým              | Body |
| - | ----------------- | ---------------- | ---- |
| 1 | Franco Pellizotti | Liquigas         | 90   |
| 2 | Jérôme Pineau     | Bouygues Télécom | 81   |
| 3 | Davide Rebellin   | Gerolsteiner     | 80   |

### Klasifikace mladých cyklistů
|   | Cyklista          | Tým               | Čas        |
| - | ----------------- | ----------------- | ---------- |
| 1 | Alberto Contador  | Discovery Channel | 29h 55'22" |
| 2 | Luis León Sánchez | Caisse d'Epargne  | +42"       |
| 3 | Andy Schleck      | Team CSC          | +2'20"     |

### Týmová soutěž
|   | Tým              | Čas        |
| - | ---------------- | ---------- |
| 1 | Caisse d'Epargne | 89h 49'06" |
| 2 | Team CSC         | +3'50"     |
| 3 | Predictor-Lotto  | +5'26"     |

## Přehled držitelů trikotů
| Etapa (Vítěz)                 | Celková klasifikace | Klasifikace vrchařů | Bodovací soutěž   | Mladý cyklista   | Klasifikace týmů     |
| ----------------------------- | ------------------- | ------------------- | ----------------- | ---------------- | -------------------- |
| Prolog (ITT) (David Millar)   | David Millar        | Není                | David Millar      | Roman Kreuziger  | Saunier Duval-Prodir |
| 1. etapa (Jean-Patrick Nazon) | David Millar        | Romain Feillu       | Daniele Bennati   | Roman Kreuziger  | Saunier Duval-Prodir |
| 2. etapa (Franco Pellizotti)  | Franco Pellizotti   | Stéphane Augé       | Daniele Bennati   | Roman Kreuziger  | Liquigas             |
| 3. etapa (Alexandre Kolobnev) | Franco Pellizotti   | Heinrich Haussler   | Daniele Bennati   | Roman Kreuziger  | Liquigas             |
| 4. etapa (Alberto Contador)   | Davide Rebellin     | Heinrich Haussler   | Daniele Bennati   | Alberto Contador | Caisse d'Epargne     |
| 5. etapa (Yaroslav Popovych)  | Davide Rebellin     | Heinrich Haussler   | Daniele Bennati   | Alberto Contador | Caisse d'Epargne     |
| 6. etapa (Luis León Sánchez)  | Davide Rebellin     | Thomas Voeckler     | Franco Pellizotti | Alberto Contador | Caisse d'Epargne     |
| 7. etapa (Alberto Contador)   | Alberto Contador    | Thomas Voeckler     | Franco Pellizotti | Alberto Contador | Caisse d'Epargne     |